# Biatlon na Zimních olympijských hrách 1994
Biatlon na Zimních olympijských hrách 1994 v Lillehammeru.

## Medailové pořadí zemí
| Pořadí | Země            | Zlato | Stříbro | Bronz | Celkově |
| ------ | --------------- | ----- | ------- | ----- | ------- |
| 1      | Rusko (RUS)     | 3     | 1       | 1     | 5       |
| 2      | Kanada (CAN)    | 2     | 0       | 0     | 2       |
| 3      | Německo (GER)   | 1     | 3       | 2     | 6       |
| 4      | Francie (FRA)   | 0     | 1       | 2     | 3       |
| 5      | Bělorusko (BLR) | 0     | 1       | 0     | 1       |
| 6      | Ukrajina (UKR)  | 0     | 0       | 1     | 1       |
|        | Celkem          | 6     | 6       | 6     | 18      |

## Medailisté

### Muži
| Disciplína         | Zlato                                                                  | Výkon     | Stříbro                                                                             | Výkon     | Bronz                                                                                     | Výkon     |
| ------------------ | ---------------------------------------------------------------------- | --------- | ----------------------------------------------------------------------------------- | --------- | ----------------------------------------------------------------------------------------- | --------- |
| vytrvalostní závod | Sergej Tarasov · Rusko (RUS)                                           | 57:25,3   | Frank Luck · Německo (GER)                                                          | 57:28,7   | Sven Fischer · Německo (GER)                                                              | 57:41,9   |
| sprint             | Sergej Čepikov · Rusko (RUS)                                           | 28:07,0   | Ricco Groß · Německo (GER)                                                          | 28:13,0   | Sergej Tarasov · Rusko (RUS)                                                              | 28:27,4   |
| štafeta            | Německo (GER) · Ricco Groß · Frank Luck · Mark Kirchner · Sven Fischer | 1:30:22,1 | Rusko (RUS) · Valerij Kirijenko · Vladimir Dračov · Sergej Tarasov · Sergej Čepikov | 1:31:23,6 | Francie (FRA) · Thierry Dusserre · Patrice Bailly-Salins · Lionel Laurent · Hervé Flandin | 1:32:31,3 |

### Ženy
| Disciplína         | Zlato                                                                                      | Výkon     | Stříbro                                                                                                   | Výkon     | Bronz                                                                                            | Výkon     |
| ------------------ | ------------------------------------------------------------------------------------------ | --------- | --- | --------- | ------------------------------------------------------------------------------------------------ | --------- |
| vytrvalostní závod | Myriam Bédardová · Kanada (CAN)                                                            | 52:06,6   | Anne Briandová · Francie (FRA)                                                                            | 52:53,3   | Uschi Dislová · Německo (GER)                                                                    | 53:15,3   |
| sprint             | Myriam Bédardová · Kanada (CAN)                                                            | 26:08,8   | Světlana Paramyginová · Bělorusko (BLR)                                                                   | 26:09,9   | Valentina Cerbeová-Nesinová · Ukrajina (UKR)                                                     | 26:10,0   |
| štafeta            | Rusko (RUS) · Nadezhda Talanovová · Natalja Snytinová · Luiza Noskovová · Anfisa Rezcovová | 1:47:19,5 | Německo (GER) · Uschi Dislová · Antje Miserskyová · Simone Greinerová-Petterová-Memmová · Petra Schaafová | 1:52:28,3 | Francie (FRA) · Corinne Niogretová · Véronique Claudelová · Delphyne Heymannová · Anne Briandová | 1:52:28,3 |